# 京成2100形・210形・2000形電車
京成2100形・210形・2000形電車（けいせい2100がた・210がた・2000がたでんしゃ）は、いずれもかつて京成電鉄に在籍していた通勤形電車である。

## 概要
本稿では、最後の「青電」形式として残ったクハ2100形2101 - 2109、モハ210形210 - 219、 クハ2000形2008の20両を対象に記述する。
これら20両は、1967年（昭和42年）の210形更新により下記の4両編成5本に組み替えられた後、1980年代に入りファイアーオレンジの「赤電」塗装に変更され、1987年（昭和62年）9月から1988年（昭和63年）3月の廃車時まで使用した。これらをまとめて、「210系」と呼ばれた。「2000系」と呼ばれることもあったが、こちらは通称である。

## 1968年（昭和43年）以降の編成表
1967年の210形210 - 219の車体新製やカルダン駆動（新性能）化の更新により、2100形2101 - 2109・2000形2008号を制御車とした以下の編成が組まれた。（）内は廃車年月
←上野
- 2102 - 211 - 212 - 2101 （1988年3月廃車）
- 2104 - 213 - 214 - 2103 （1988年3月廃車）
- 2106 - 215 - 216 - 2105 （1988年1月廃車）
- 2108 - 217 - 218 - 2107 （1988年2月廃車）
- 2008 - 219 - 210 - 2109 （1987年9月廃車）

編成名は上野寄り先頭車を基準に「2102編成」・「2104編成」などと称した。

## 各形式車両の詳細
各形式とも、新規製造時期や更新時期などが異なり、まず各形式の詳細を紹介する。

### 210形
210形は1932年（昭和7年）に200形の増備車として210 - 219が製造された、車体両端に運転台をもつ吊り掛け駆動車だった。基本仕様、性能は自重がわずかに違う以外は200 - 209と全く同じである。210（初代、火災復旧車、1961年に全金化）のみ更新の対象から外され、1967年（昭和42年）に511（2代目）に改番され、代わりに511(初代)が更新の対象となった。
511、211 - 219はそれぞれ、1966年11月から1967年12月にかけて運転台をもたない完全中間電動車210（2代目）、211 - 219として更新された。台枠を流用し全金属製の車体を新製するという手法は600形や200形、直前に更新された500形などと同じだが、本系列は後述するクハと4両固定編成を組むための中間車化に加え、新性能化、台車変更も実施している。車体はリベットなしの普通鋼製となり、客室の窓配置は扉間4か所の片引き扉車で、17m級車体であるものの、近時期に製造された3150形や3200形に極力準じた仕様になった。
室内は、デコラは貼らず壁面はベージュ、天井面は白に塗装、網棚より上は天井同様に白に塗装された。座席の袖仕切は3200形同様にU字タイプのパイプ式になった。送風機は、三菱電機製の首振扇風機を設置し、背面に通気孔を設けたほか、車端部に円形の通気孔を設けた。
足回りも、ほぼ完全新製となった。駆動装置・台車・主電動機の組み合わせは、213・214・217・218はTDカルダン・住友金属工業製FS-365A・東洋電機製造製TDK-816/1Bであり、210 - 212・215・216・219はWNカルダン・住友金属工業製FS-365・三菱電機製MB-3021-Bであった。主電動機出力は両者ともに110kW、歯車比は78:19=1:4.11、定格速度は61.9km/hとなっている。2000形・2100形と組んだ2M2T編成での起動加速度は2.0km/h/sとされた。制御装置は700系と同様の多段式（東洋電機製ES-579A、発電ブレーキなし）となった。ブレーキ装置は自動空気ブレーキのままで存置された。ブレーキシューはレジン化された。なお、それまでの電装品（台車・モーター・制御装置）については、主電動機MT-7を装荷しており鈍足と評価されていた510形のモーターの更新や、新京成電鉄初の自社発注車、250形第1編成に流用されている。
多段式制御器を搭載したことから「広義の700系」に編入されたともいえ、最初に1両だけ登場したモハ216が、2両目のモハ211登場まで上野側からモハ704 - クハ2203 - モハ216 - クハ2105という暫定編成を組んでいたなど、青電カルダン駆動車であるモハ704編成や750形との混結も可能だった。

### 2100形
1952年（昭和27年）7月に2100形2101 - 2106が、1953年（昭和28年）5月に2107 - 2111が落成した。製造メーカーは汽車製造と帝國車輛工業であった。
戦後初めての本格的な車両として登場した片運転台制御車で、車体は半鋼製ながらノーシル・ノーヘッダー、張り上げ屋根、鋼板プレスドア、前面貫通幌の設置、通路幅700mm、新形式としては当初からの「青電」塗装、角型グローブ室内灯搭載など、後に続く車両にも引き継がれた点が多かった。寸法も若干拡大された (16.3×2.7m) 。台車は2101-2106が汽車製造製KS-104、2107-2111が同じく汽車KS-104Aで、制御車ながら電動車化を考慮してパンタグラフ台を装備（後に撤去）し、電動空気圧縮機 (DH-25) を搭載していた。マスコンは当初は併結対象の200形に合わせたものだった。
1956年（昭和31年）に2110・2111は700形と組むためマスコンを交換、上野寄りから706 - 2111 - 2110 - 703の編成とされた。
全車とも、1962年（昭和37年）9月から1964年（昭和39年）6月に車体が全金属化され、同時に室内照明が蛍光灯に変更され、三菱電機製扇風機が設置された。前面窓・戸袋窓がHゴム、その他の窓枠がアルミ化された。海水浴シーズンには、上野駅 - 千葉駅間で、海水浴急行「潮風号」として運用されたこともあった。
1967年以降、2101 - 2109は更新・新性能化後の210形の制御車としてマスコンを交換、車両番号順に両端に配置された。1971年（昭和46年）に前照灯のシールドビーム上部左右2灯化、前面幌の撤去等の更新がなされ、正面スタイルは赤電形式の3100形に近くなった。室内についても、壁面にベージュ色デコラが貼付された。2110・2111は、運転台を撤去され完全中間車となったが、形式称号は「クハ」のままだった。
更新から4 - 5年後の1974年（昭和49年）には、210形と編成を組んでいる2101 - 2109のうち、2101・2102・2105 - 2109が、台車を鋳鋼枠かつロングホイールベースで重いKS-104・KS-104Aから、750形・2250形の廃車発生品であるKS-110に変更したほか、空気圧縮機をDH-25からC-1000に変更した。
2111は700形とともに、1974年（昭和49年）に新京成電鉄に譲渡され、1985年（昭和60年）6月に廃車された。2110は譲渡されず廃車解体された。

### 2000形
2000形は1948年から1950年に17m戦災国電の払い下げを受け、復旧した制御車である。2001 - 2018が導入され、2001 - 2016は1957年から1961年に全金製車体に更新された。2017 - 18は半鋼製のまま1964年に新京成に譲渡された。上記の内2008のみ新性能化後の210形と編成を組むためマスコンを交換、1970年には2100形2101 - 2109同様に前照灯のシールドビーム2灯化などの更新が行われた。

## 1972年（昭和47年）以降の動向や改造など
1975年ごろに、全車の客室側扉を、鋼製で窓ガラス支持方式が黒Hゴムのものから、アルミ製でHゴム支持を廃したもの（室内側は壁面同色に塗装）に変更した。
更新直後は、上野駅 - 千葉駅（現・千葉中央駅）間の快速などに使用されることもあったが、750系が消滅した1974年（昭和49年）以降、発電ブレーキを装備しない青電形式は、4両特別運用枠に入り運用（一部の急行や特急など優等運用もあった）。成田空港駅が開業した1978年（昭和53年）5月以降は、青電専用の4両特別運用枠は普通運用必須となり、以後青電形式が優等運用に就いた実績は、ダイヤ乱れ時を含めない。
1980年（昭和55年）2月の2106編成を皮切りに、青電塗装から赤電形式（3000 - 3300形）同様にファイアーオレンジにモーンアイボリー帯への塗装変更を開始した。なお、帯部分はカラーフィルムタイプで、赤電形式特有のステンレスの縁取りは省略した。塗装変更は1981年（昭和56年）10月の2104編成を最後に完了した。その間、1980年3月末に釣掛車500形・200形は青電塗装のまま全廃されたことと、行商専用車に使用された700形3両が1981年度末（1982年3月ごろまでに）で除籍されてから青電形式は以上の20両のみになった。よって、青電塗装の一般営業車は消滅した。500形・200形の全廃に伴い、京成は関東地方の大手私鉄で最初に営業用車両全車のカルダン駆動化を達成した。
塗装変更後も、本線・金町線・千葉線普通に4両特別運用枠（普通B速度）で使用された。自動ブレーキで加速性能も、3000番台各形式より劣るため、ラッシュ時に使用される機会は少なくなっていた。
軽微な改造としては、1984年（昭和59年）9月から1985年11月に側面客用扉開閉確認灯が2灯化され、ケースも円形のものから一体化されたカプセル形とされたこと、それと前後する形で室内のアルミ製塗装仕上の乗務員仕切扉窓支持方式が、黒Hゴムから金属押さえ金に変更された。
1984年秋に2109のみ側面客用扉をステンレス製のものに交換した。

## 廃車
1987年9月、3600形3638編成の代替として2008編成が廃車になった。これをもって、2000形は2100形・210形に先立ち形式消滅となった。京成在籍車両の廃車は、行商専用車で1982年1月末に廃車になった704・2203以来5年半振りであり、一般営業車としては前述の500形・200形以来7年半振だった。1988年（昭和63年）1 - 3月に3600形6両編成3本（3648 - 3668編成）18両が入線し、それと替わる形で、2100・210形4両編成4本は順次廃車された。そのうち、2102編成は青電塗装に戻され、1988年3月25日から31日にかけて '2100・210形さよなら運転'を行った。その後2102編成は留置され続けたが、1990年春に2101号車のみ再塗装が成され、他の3両は1990年夏に解体した。2101号は保存車対象としてしばらく留置していたが、用地の関係上同車は保存車の対象から外れ1995年（平成7年）秋に解体した。またそれとは別に、215・216が、1981年7月に廃車された1600形アルミ車1602とともに倉庫代用として使用され、210形2両はファイアーオレンジ塗装のまま使用したが、2001年にホワイトに塗装した。雨ざらしのため腐食も著しかったうえ、工場内に別途倉庫を設けたため、2006年（平成18年）7月に、1600形1602を含み3両ともに解体された。